# Lebia chalcoptera
Lebia chalcoptera är en skalbaggsart som beskrevs av Max Gemminger och Edgar von Harold. Lebia chalcoptera ingår i släktet Lebia och familjen jordlöpare. Inga underarter finns listade i Catalogue of Life.